# St. Charles de la Concorde
St. Charles de la Concorde (St. Charles zur Eintracht) war eine Freimaurerloge, die als französische Mutterloge am 10. Oktober 1770 in Braunschweig gegründet wurde und bis 1773 bestand.
Eines ihrer bekanntesten Mitglieder war Leopold von Braunschweig-Wolfenbüttel, der 1770 in die Loge Carl zur gekrönten Säule eintrat. Ein weiterer war August Dietrich Graf von Marschall. Auch er trat später in die Braunschweiger Loge Carl zur gekrönten Säule ein. Es handelt sich hier nicht um eine Vorgängerloge der Loge Carl zur gekrönten Säule, wie man denken könnte, denn sie bestand nach 1770 weiter.